# Plagiochila porelloides
Plagiochila porelloides là một loài rêu trong họ Plagiochilaceae. Loài này được (Torr. ex Nees) Lindenb. mô tả khoa học đầu tiên năm 1840.

## Hình ảnh

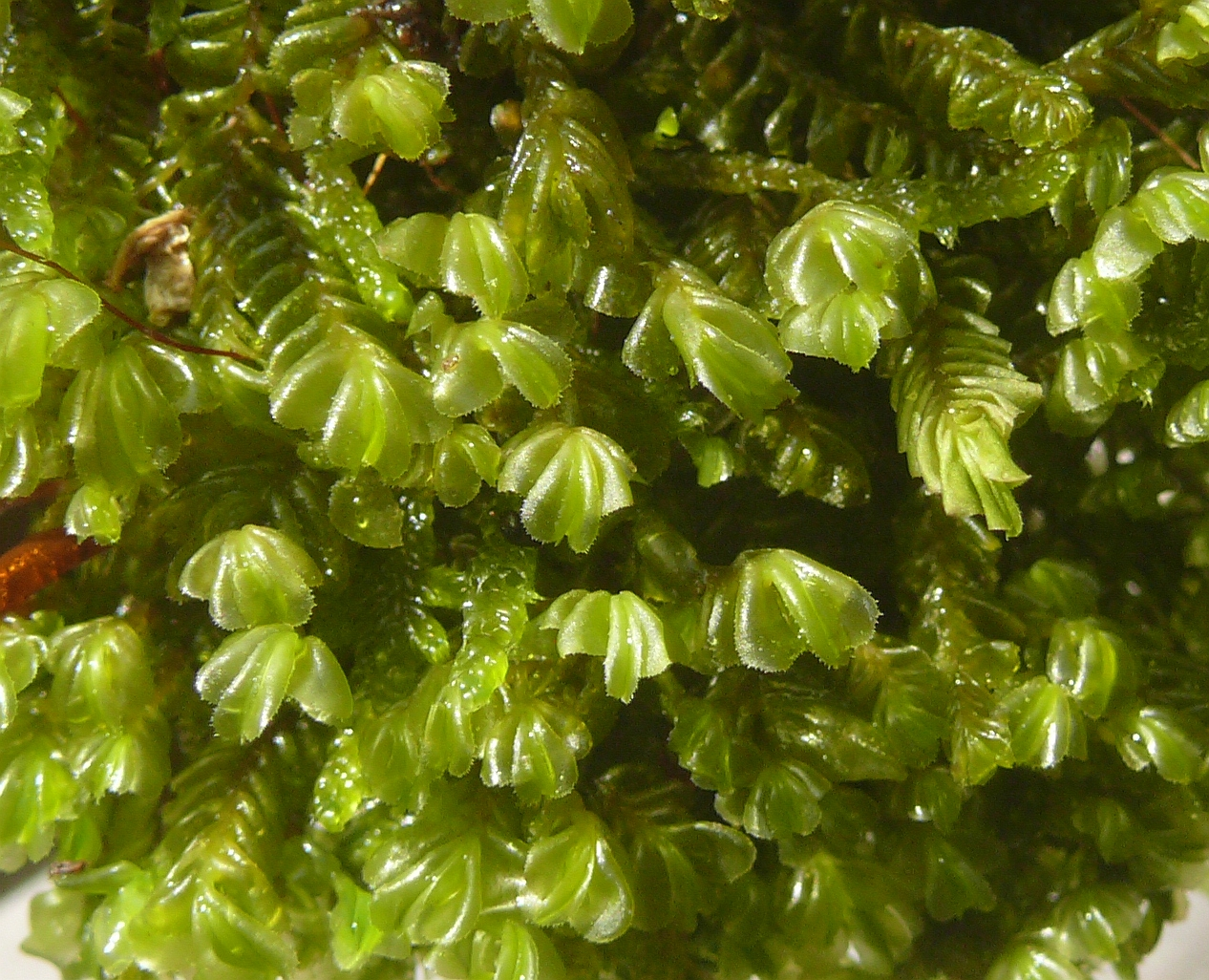